# Aeroportul Purdue University
Aeroportul Purdue University (IATA: LAF, ICAO: KLAF, FAA LID: LAF) este un aeroport din Indiana, Statele Unite ale Americii ce deservește zona Lafayette. Aeroportul a fost tranzitat în 2019 de 4.938 de pasageri.
Situat la o altitudine de 185 m, aeroportul dispune de 2 piste.

## Infrastructură

### Piste
Aeroportul dispune de 2 piste. Pista 05/23 are suprafața de asfalt și dimensiunile 4.225 picioare × 100 picioare. Pista 10/28 are suprafața de asfalt și dimensiunile 6.600 picioare × 150 picioare. 